# Замък на Ивреа
Замъкът на Ивреа (на италиански: Castello di Ivrea) се намира в град Ивреа, регион Пиемонт, Северна Италия.
Построен е през XIV век от Амадей VI Савойски, наречен „Зеления граф“, който участва в Савойския кръстоносен поход по Българското Черноморие.

## История
Изграден е от червени тухли и е наречен от италианския поет Джозуе Кардучи „Замъкът с червените кули“ (на итал. Il Castello dalle rossi torri). Той е символ на властта на Савойската династия над града и над района на Канавезе като цяло.
Строежът му започва през 1358 г. по поръчение на граф Амадей VI Савойски, който възлага задачата на архитекта Амброджо Коньон, като му нарежда замъкът да е близо до другите символи на държавна и религиозна власт – Епископския дворец на Ивреа, Катедралата и Общинската палата. В същото време той трябва да е разположен и на стратегическо място, за да контролира идващия от Вале д'Аоста път. Използвано е голямо количество работна ръка, но въпреки това строежът завършва едва през 1395 г.
В течение на времето замъкът е използван за различни нужди. Първоначално постройката има отбранителни функции. Тя е замислена като масивна конструкция с четириъгълен план, с цилиндрични кули, които се издигат директно от земята; помещенията ѝ се развиват на три етажа с изглед към вътрешния двор. Достъпът по онова време се осъществява чрез барбакан и въжен мост над ров. По протежение на стените със зъбери има патрулна пътека, подпряна от корбели с отбранителна цел. В двора могат да се видят кладенецът и охладителната зона.
След като напрежението около войната, обусловила изграждането на замъка стихва през втората половина на XV век, той се превръща в изискана савойска резиденция и е свидетел на развитието на културата и изкуствата, насърчавани от благородници като херцогиня Йоланда дьо Валоа – дъщеря на краля на Франция Шарл VII и на Мари д'Анжу. Той е богато обзаведен и в него се събират благородници, за да прекарат известно време в провинцията, а също и за да отпразнуват важни събития като кръщенето през 1522 г. на сина на херцог Kарл III Савойски – Адриан Георг Амадей, принц на Пиемонт. От изискания вкус от онова време се запазва сводест прозорец с герба на Савоя, разположен високо на южната стена.
През XVII век, когато за територията на Ивреа и Канавезе се бият французи и испанци, замъкът се завръща към отбранителния си облик, като служи за военен гарнизон. През 1676 г. светкавица предизвика експлозията в склада за боеприпаси, разположен в северозападната главна кула, като предизвика срутването ѝ, множество смъртни случаи и разрушаване на редица къщи, построени срещу замъка. Кулата не е възстановена и днес изглежда като отсечена, с конусовиден покрив с шистови плочи.
През XVIII век замъкът се превръща в затвор и остава такъв чак до 1970 г. В този период са направени множество изменения в структурата на сградата, за да могат да се организират килиите за осъдените, като първоначалната му триетажна структура е модифицирана в четириетажна, получавайки по-голям брой стаи с по-малка височина. Бива премахнато и цялостното обзавеждане от златните му години на вилна савойска резиденция.
През 1970 г. замъкът е преотстъпен на държавата и е поверен на Община Ивреа, подпомогната в управлението му от фондация „Приятели на замъка на Ивреа“. Остава затворен в продължение на 9 год. Последвалите реставрации включват премахването на сгради, добавени в двора, поправката на всички покриви и възстановяването на кренелираните кули.

## Структура
Замъкът има правоъгълна трапецовидна форма с 4 цилиндрични кули, разположени на всеки ъгъл.
След първата входна врата към замъка се намира зоната на рова и предната порта, несъществуващи към 2019 г. По време на реставрацията през 1979 г. се появяват следи от основите на входната врата.
На фасадата на замъка се вижда красив каменен прозорец с триредна арка (на итал. bifora triglobata) с герба на Савойската династия отгоре и два прозореца с една арка, с плетена решетка в савойски стил. Могат също да се видят многобройни каменни медальони, които поддържат караулната пътека. Между тях се намират отворите, използвани за изстрелване на снаряди, все още ясно видими на кулите.
Външният двор, разположен до северозападния ръкав, е заобиколен от стени и е бил ползван за разходката на затворниците. След втората порта се намира голям двор с изглед към многобройните прозорци на килиите на бившия затвор, защитени от дебели парапети. В центъра на двора се намират кладенец, както и голям казан с диаметър 6 м, някога ползван за „хладилник“.
Има 4 ъглови кули: главната кула (отсечена от експлозията през 1676 г.), 2 кули със зъбери и друга.
Вътрешността на замъка не показва следи от старата структура, тъй като през вековете е напълно променяна за различни нужди. Днес се състои почти изцяло от килии и може да се посети единствено приземният етаж, където се намират килията на кулата с кръгъл план, ползвана навремето за изолация, и 5 други килии с гледка към тесен коридор, преградени с двойни врати и прозорци и защитени чрез здрави парапети. В една от килиите има умален макет на замъка, който позволява да се видят някои детайли на сградата, а също и онези части, до които няма достъп.